# Candeia (álbum de 1970)
Candeia é o primeiro álbum de estúdio do sambista carioca Candeia. Foi lançado em 1970 pela gravadora Equipe.
A capa do traz um jogo com as palavras "autêntico", "samba", "original", "melodia", "Portela", "Brasil" e "poesia", que formam o nome do sambista.
Foi relançado em 1975 com o nome de "Samba da antiga".

## Faixas

### Disco
Lado A
1. Samba da antiga (Candeia) - 2:24
2. Sorriso antigo (Aldecy / Candeia) - 3:53
3. Viver (Candeia) - 3:01
4. O pagode (Candeia) - 2:57
5. Prece ao sol (Candeia) - 2:56
6. A volta (Candeia) - 2:08

Lado B
1. Paixão segundo eu	 (Candeia) - 2:12
2. Dia de graça (Candeia) - 3:12
3. Outro recado	(Otto Enrique Trepte / Candeia) - 3:23
4. Chorei, chorei (Candeia) - 2:40
5. Coisas banais	 (Candeia / Paulinho da Viola) - 2:22
6. Ilusão perdida (Otto Enrique Trepte / Candeia) - 2:59